# À malin malin et demi
À malin malin et demi est le 9e épisode de la saison 3 de la série télévisée Melrose Place.

## Synopsis
Sydney se réveille dans les bras de Jack, en sortant elle croise Jane Jane finit par l'insulter en lui disant que c'est une manipulatrice qui a tout fait pour séduire Jack et semer la zizanie entre lui et Chris. Sydney se justifie et lui dit que Chris est un mauvais garçon et qu'elle l'espère qui la détruira.
Susan fait ses affaires et décide de partir de chez Alison, Alison tente de la convaincre de rester. Susan demande à Alison si elle aime Bily Alison lui dit que leur relation est finie et qu'elle ne souhaite plus s'interposer entre eux. Alison fait néanmoins un portrait de Billy qui ne va pas en sa faveur. 
Michael va rendre visite Amanda pour lui demander qu'elle fasse le nécessaire le réengager à l'hôpital car il sait qu'elle a de l'influence sur le chef de clinique Pete Burns.
Amanda est réticente mais accepte elle demande néanmoins à Michael 50 % de ses parts de chez Mancini design Michael et assez blasé et lui parle d'amitié Amanda lui explique que c'est à prendre ou à laisser .
Chez Shooters Jack ne comprend la distance que Sydney a mise entre elle et lui il lui demande des explications. Sydney lui dit qu'il vaut mieux que ça passe ainsi car elle préfère garder leurs relations amicales intactes
Amanda se rend dans l'atelier de Jane elle lui explique qu'elle a peut-être un moyen de prendre les parts qu'a Michael dans l'affaire de Jane mais elle lui demande une contrepartie. Jane lui dit que si elle peut réussir cet exploit elle lui donne 50 % des parts de Mancini design. Amanda accepte. 
Susan dîne chez Billy ils deviennent de plus en plus complices et finissent par s'embrasser. 
En rentrant Alison rencontre Jane elles se salue mais dans la cour elle voit à travers la fenêtre Billy et Susan plus complice que jamais elle replonge dans l'alcool.
Matt rencontre par inadvertance Jeffrey alors qu'il fait son footing celui-ci est assez enthousiaste. 
Jeffrey lui explique qu'il a décidé de quitter son boulot à la suite d'une dépression nerveuse. Jefrey finit par l'inviter à dîner.
Jo va voir son avocat pour préparer sa défense face aux Carter qui souhaite lui voler son Bébé.
Chez D&D Michael va rendre visite Amanda il lui dit qu'il accepte sa proposition. Mais il l'enregistre à son insu cet enregistrement est accablant pour Amanda qui critique Jane et Peter. Il lui fait du chantage et ne signe pas les documents. Mais Amanda ne l'entend pas ainsi elle raconte tout à Peter pur avoir un coup d'avance sur Michael.
Dans l'atelier  de Jane Chris lui annonce de bonne nouvelle financière aussi il lui dit qu'il souhaite s'excuser auprès de Jack et Sydney Jane et ravie de cette décision.
Chez D&d Amanda confie une mission à Alison l'organisation d'une réception pour un client assez important Alison décide de faire appel à Susan pour la cuisine. 
Au Shooters Jane et Chris tente de s'excuser auprès de Jack mais Chris en douce insulte Sydney de nouveau à Sydney fait une crise de nerf Jack finit par les jeter dehors. 
Amanda passe une soirée chez Peter elle en profite pour demander à Peter de rembaucher Michael en lui inventant une excuse. Ils finissent par faire l'amour.
À l'hôpital Kimberly est surprise de revoir revenir Michael. 
Pendant ce temps Jack decide d'inviter Sydney à dîner pour lui prouver ses sentiments celle-ci est assez surprise mais se laisse séduire.
La réception chez D&D est un succès sauf qu' Amanda prend des directives mais Bruce ne l'entend pas ainsi et va faire un reproche à Amanda devant Peter.
Pendant ce temps Alison est ivre elle se dispute avec Susan tenté même de la frapper.
Amanda prend les choses en main et demande à Billy de la raccompagner celui-ci est réticent mais accepte.
Peter complote avec Amanda pour reprendre D&D et de lui donner le contrôle de l'agence via une OPA.

## Statut particulier
Mention spéciale à Courtney Thorne-Smith qui impressionne en jouant une alcoolique plus vraie que nature de plus cette facette d'Alison relève une Alison franche n'ayant pas peur de dire ce qu'elle pense ainsi des scènes assez drôles vont découler. 
Pour la première les deux personnages les plus pervers du show Amanda  et Michael vont s'affronter dans une lutte de pouvoir qui n'a  que pour seul règle  chantage, malice et coup de poignard dans le dos.

## Distribution
Acteurs principaux
- Josie Bissett (VF : Isabelle Maudet))...Jane Andrews Mancini

- Thomas Calabro (VF : Vincent Violette)...Michael Mancini

- Doug Savant (VF : Emmanuel Curtil)...Matthew Fielding Jr.

- Grant Show (VF : Thierry Ragueneau)...Jake Hanson

- Andrew Shue (VF : Vincent Ropion)...Billy Campbell

- Daphne Zuniga (VF : Déborah Perret)...Jo Beth Reynolds

- Laura Leighton (VF : Joëlle Guigui)...Sydney Andrews

- Et Courtney Thorne-Smith (VF : Virginie Mery) : dans le rôle d' Alison Parker

- Avec la participation spéciale de Heather Locklear (VF : Dominique Dumont)  : dans le rôle d Amanda Woodward

Acteurs et actrices crédités en début d'épisode
(par ordre alphabetique)
- Jason Beghe...Jeffrey Lindley
- Stanley Kamel...Bruce Teller
- Cheryl Pollak...Susan Madsen
- Tom O'Rourke...John Taylor
- Andrew Williams...Chris Marchette
- ET Jack Wagner dans le rôle du Dr. Peter Burns
- Avec Marcia Cross dans le rôle de Kimberly Shaw